# Jaroslav Vodrážka (grafik)
Jaroslav Vodrážka (29. listopadu 1894 Praha – 9. května 1984 Praha) byl český malíř, ilustrátor, pedagog, grafik, typograf a spisovatel.

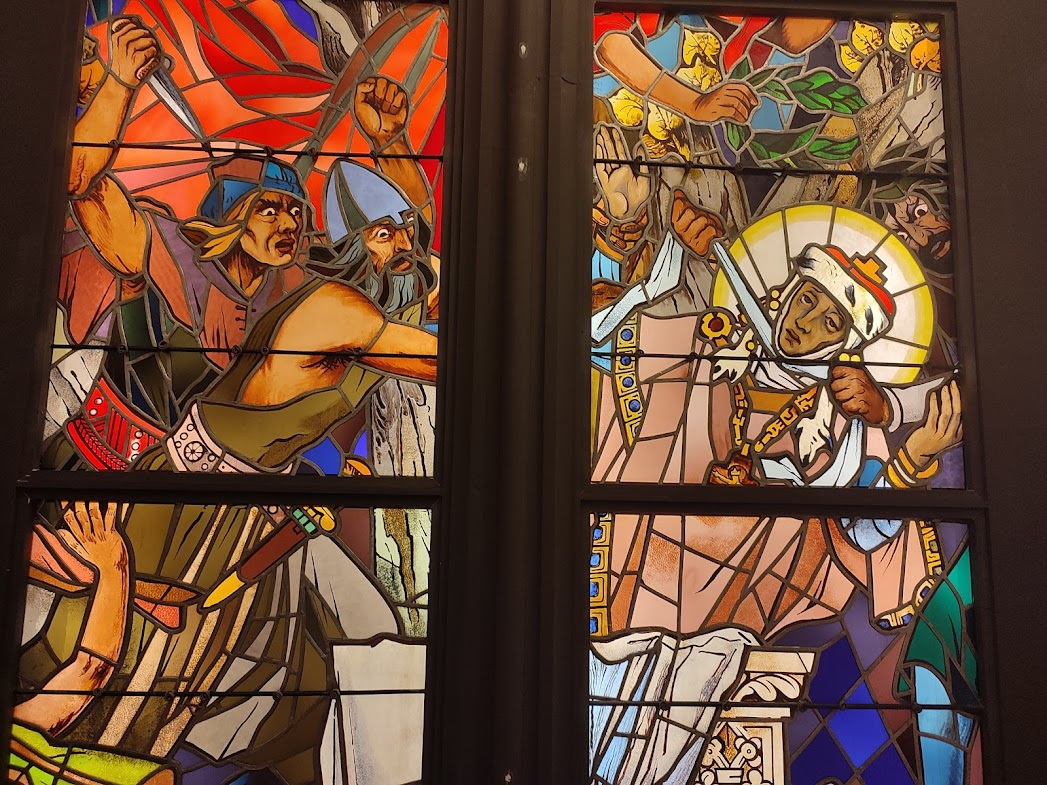
Jaroslav Vodrážka (návrh): Smrt sv. Ludmily, střední část okna v kostele sv. Ludmily v Praze na Vinohradech, realizace vitráže Jan Veselý, 1950

## Život
Studoval na Uměleckoprůmyslové škole (UPŠ) v Praze u prof. Františka Kysely a Emanuela Dítěte (1913–1919) a na Akademii výtvarných umění u prof. Maxe Švabinského (1919–1923 ?). Zabýval se volnou grafikou všech technik a soustavně i knižní ilustrací. Tvořil diplomy, ex libris, výzdoby knížek pro mládež, plakáty. Věnoval se převážně technice leptu.
V roce 1921 podnikl první studijní cestu na Slovensko. V letech 1923–1939 žil v Martině. Vyučoval na Reformním gymnasiu v Turčianském Martině kreslení a organizoval typografické kurzy. Podílel se na vzniku slovenské dětské knihy a časopisu, jako ilustrátor, úpravce, často také jako autor. Na podnět matičního tajemníka Štefana Krčméryho začal spolupracovat s Maticou slovenskou na úpravě knih a dětských časopisů Včelka a Slniečko. Ilustroval také Hronského pohádky o zvířátkách Smelý zajko, Budkáčik a Dubkáčik a další. To ho podnítilo k vlastní literární tvorbě. Psal svěží humorné básničky, drobné příběhy a autobiografické texty. Jeho obálky a ilustrace jsou veselé. Přispěl k výstavbě města Martin. Jako zakladatel místního Okrašlovacího spolku navrhl situování evangelické fary. Pomáhal při zakládání loutkového divadla a sbíral etnografický materiál. Po válce se každoročně v létě vracel do Martina (1956–1973).
V roce 1939 musel jako Čech opustit Slovensko a přesídlil do Prahy. V letech 1945–1958 působil na Státní grafické škole v Praze (později přejmenována na Vyšší školu uměleckého průmyslu a Výtvarnou školu).  
Jaroslav Vodrážka vystavoval na členských výstavách Umělecké besedy a Sdružení českých umělců grafiků Hollar. Podal návrh státních bankovek v roce 1947. V soutěži na výzdobu malého foyeru Národního divadla v Praze získal roku 1953 čestnou cenu.
Manželka Gabriela Vodrážková-Vanovičová (10. ledna 1909 Martin – 18. listopadu 1992 Praha) byla autorkou dětské poezie (pseudonymy Ella Vodrážková, Gabriela Vodrážková). Svatbu měli v Martině v roce 1929. V nově postaveném domě se jim roku 1930 narodil syn Jaroslav (varhaník, 1930–2019).

## Zastoupení v galeriích
- Slovenské národné múzeum - pobočka Múzeum Andreja Kmeťa v Martině, Slovensko
- Literární (i jiná) pozůstalost je v Archívu literatúry a umenia Slovenskej národnej knižnice
- Turčianská Galéria, Martin, Slovensko
- Galerie umění Karlovy Vary
- Galerie Hlavního města Prahy
- Východočeská galerie v Pardubicích (kresby)

## Výstavy
- Ilustrovaná dětská kniha všech národů. Praha: Umělecko-průmyslové muzeum, 1937. 40 s.
- Grafika Jaroslava Vodrážky: Závodní klub ROH ZŘR Bojkovice: výstavní síň 6.–31. březen 1966. Bojkovice: Závody Říjnové revoluce, 1966. Text Ludvík Páleníček.
- Jaroslav Vodrážka: drobná grafika – knižní značky: cyklus výstav Švabinského žáci. Prostějov: Okresní vlastivědné muzeum, 1973. Úvodní text katalogu napsal Ludvík Páleníček.
- Jaroslav Vodrážka: knižní tvorba. Praha: Památník národního písemnictví, 1974.  Text Ludvík Páleníček.
- Jaroslav Vodrážka: kresby a grafika: Galerie umění Karlovy Vary, leden–únor 1977. Karlovy Vary: Galerie umění, 1977.
- Jaroslav Vodrážka. Z domácich tradícií. Banská Bystrica: Oblastná galéria, 1982.
- Jaroslav Vodrážka: kresby – grafika: ze sbírek Galerie umění Karlovy Vary, 29.4.–4.7.2004, Letohrádek zámeckého parku v Ostrově. Karlovy Vary: Galerie umění, 2004. Úvodní slovo Zdeňka Čepeláková
- Bolo nebolo. Jaroslav Vodrážka zo zbierok Turčianskej galérie. Turčianská galéria v Martine, 2014.
- Číročistý romantik (Jaroslav Vodrážka 1894 – 1984), Slovenské národne múzeum v Martine, výstava venovaná 120. výročiu narodenia tejto významnej osobnosti, prosinec 2014 až duben 2015.
- Jaroslav Vodrážka (1894 – 1984): Číročistý romantik, Dům národnostních menšin v Praze. Připravilo Slovenské národné múzeum v Martine k 120. výročí narození Jaroslava Vodrážky, březen 2016.
- Stoleté putování Šumavou. Galerie Klatovy v zámku Klenová. duben–červen 2017. Oslava 100 let od založení Sdružení českých umělců grafiků Hollar.

## Dílo

### Knihy s vlastními texty
- Štôla: poznámky z leta 1934. V Bratislave: Komenský, 1934. 24 s.
- Piráti: veselé príhody siedmich dobrodruhov. V T. Sv. Martine: Matica slovenská, 1937. 154, [3] s. Dobré slovo; sv. 41.
- To i to: veselé příběhy pro nejmenší čtenáře. V Praze: J. Otto, 1940. 46, [3] s.
- Les: poznámky z náčrtníku. V Přerově František Bartoš, 1941. 20 s.
- Povídání o zvířátkách. V Hořicích František Erbert, 1943. 28, [3] s. Tulipánek; sv. 1.
- Šudlimudli. V Hořicích: František Erbert, 1944. 45, [iii] s. Tulipánek; sv. 2.
- Pirát Kanafas. V Praze Vilém Šmidt, 1944. 94, [4] s. Krásné dětské knihy; sv. 5.
- Říkám, říkám, říkadlo ... V Praze: K. Synek, 1947. [27] s.
- Kdepak – copak. V Hořicích František Erbert, 1947. 42 s. Tulipánek; sv. 3.
- Knižka najmenších. Bratislava: Ján Horáček, 1947. 35 s.
- Rozprávky o zvieratkách. Bratislava: Ján Horáček, 1948. 28, 3 s. Tulipánik; Sv. 1.
- Šleptáčik. Bratislava: Ján Horáček, 1948. 44, 3 s. Tulipánik; Sv. 2.
- Čože – kdeže. Bratislava: Ján Horáček, 1948. 41, 2 s. Tulipánik; Sv. 3.
- Kreslím, kreslíš, kreslí. Hořice: František Erbert, 1948. 65 s. Tulipánek; sv. 4.
- Eva ave: 12 knižních značek. 1948. 12 volných listů.
- Můj přítel Petr Dillinger. V Praze: Spolek sběratelů a přátel exlibris, 1955. 3 strany.
- Ondríkovi priatelia. Bratislava: Mladé letá, 1957. 38 s. Knižnica pre najmenších.
- Šest ex libris Jaroslava Vodrážky. Praha: Alois Chvála, 1968.
- Čertoviny: šest exlibris. Praha: Alois Chvála, 1970. 8 stran, 6 listů příloh.
- Macko Mrmláč valachom: Maliarova rozprávka. Bratislava: Mladé letá, 1971. 106 s.
- Mánesovou stopou: Maliarove poznámky z leta 1946. Martin: Matica slovenská, 1973. 77 s. Bibliofilie. Súčasníci.
- Bolo – nebolo: (maliarove spomienky). Bratislava: Mladé letá, 1977. 233 s.
- Jaroslav Vodrážka deťom. Bratislava: Mladé letá, 1984. 284 s.

### Knihy ilustrované a/nebo graficky upravené
- Kašpárek na cestách: 10 barevných pohlednic podle originálů Jar. Vodrážky. V Praze: B. Kočí, 1919. Umělecké snahy; sv. 168. Uměleckých dopisnic serie; č. 24.
- WENIG, Adolf. Pověsti o hradech. 2. vyd. Praha: Ústřední nakladatelství a knihkupectví učitelstva českoslovanského, 1921.
- TESAŘOVÁ, Ludmila. Kašpárek jde do světa. Praha: M. Nebeský, 1924.
- ERBEN, Karel Jaromír. Snehulienka a iné slovanské rozprávky. V Žiline: Učiteľské kníhkupectvo a nakladateľstvo O. Trávníček, 1927.
- SCHWEIGSTILL, Bohumil. Kašpárkovy pohádky: (oživlé loutky). V Praze: B. Kočí, 1928. Dětská knihovna Mládí; sv. 3.
- VACHEK, Emil. Tajemství obrazárny: detektivní román. Praha: Sfinx, Boh. Janda, 1928. Nové cíle; sv. 271.
- HRONSKÝ, Jozef Cíger. Smelý zajko. V Žiline: Učiteľ. kníhkupectvo a naklad. O. Trávníček, 1930. Knižnica Dobré slovo; sv. 2.
- BALLO, Július et al. Slniečko: šlabikár a prvá čítanka. Matica Slovenská, 1930. 106 stran.
- SPILKA, Josef. Janko a trpaslíci: neuvěřitelná dobrodružství z Demänovských jeskyň. V Praze: B. Kočí, 1931.
- HRONSKÝ, Jozef Cíger. Smelý zajko v Afrike. V Turčianskom Sv. Martine: Matica Slovenská, 1931. Dobré slovo; Sväzok 11.
- RÁZUSOVÁ-MARTÁKOVÁ, Mária. Hore grúňom – dolu grúňom. T. Sv. Martin: Matica slovenská, 1934. Knižnica Dobré slovo; 29. sväzok.
- RABELAIS, François. Život Gargantuov. V Prahe-Prešove: Československá grafická Unie v Praze, 1935.
- ŠTÁFLOVÁ, Vlasta. Je mi šestnáct: dívčí román. V Praze: J.R. Vilímek, 1939. Knihovna Dívčím srdcím.
- VODRÁŽKA, Jaroslav. O strašiakovi: (Rozprávka z Turca). V Turčianskom Svätom Martine: Matica slovenská, 1939. Dobré slovo; Sv. 57.
- PLICKA, Karel. Praha ve fotografii Karla Plicky. 3. vyd. Praha: Čes. grafická unie, 1940.
- Narození Kristovo / lidová píseň z Berounska v úpravě a s linoleoryty Jar. Vodrážky, V Přerově: Vladimír M. Strojil, 1940.
- NOVOTNÝ, Miloslav. Karel Hynek Mácha: Poutník romantický. Hořice: Emil Beneš, Fr. Erbert, Josef Benda, Josef Jiřička, 1944.
- DOLINA, Ján. Veľkonočné radosti. Turčanský Sv. Martin: Matica slovenská, 1946. Knižnica Slniečka; sv. 3.
- MALÝ, Jakub. Báchorky a pověsti národní. Praha: Jaromír Nožička, 1948.
- JIRÁSEK, Alois. Staré povesti české. V Bratislave: Štátne nakladateľstvo, 1951.
- RÁZUSOVÁ-MARTÁKOVÁ, Mária. Jankovo léto. Překlad Marie Kornelová. 2. vyd., (v SNDK 1. vyd.). Praha: Státní nakladatelství dětské knihy, 1957.
- ASBJÖRNSEN, Peter Christen a MOE, Jörgen. Veselé norské pohádky. Překlad Jiřina Vrtišová. Praha: Státní nakladatelství dětské knihy, 1957.
- SVAČINA, Rudolf. Chodská svarba: [národopisný obrázek ze starodávného Chodska]. 1. vyd. v Kraj. nakl. Karlovy Vary: Krajské nakladatelství, 1959.
- HORÁK, Jiří. Dvacet slovenských lidových písní zbojnických. Praha: Průmyslová škola grafická, 1960.
- REISEL, Vladimír. Když se louka zazelená. Překlad Jan Noha. Bratislava: Mladé letá, 1961.
- Mechúrik – koščúrik s kamarátmi. Bratislava: Mladé letá, 1962. Leporelo.
- Tuto se bude praviti M. J. Hus svaté paměti kteraké jest utrpení měl, a jest sepsanie Mistra Mladienovice učenie Pražského. Praha: Alois Chvála, 1965.
- CHVÁLA, Alois, ed. 7. Chválův leták. Praha: Alois Chvála, 1966.
- Pohádky a povídky pro malé čtenáře. 8. vyd. Praha: Státní pedagogické nakladateství, 1967. Mimočítanková četba.
- HAĽAMOVÁ, Maša, ed. Měcháček-Fukáček a jeho kamarádi. Bratislava: Mladé letá, 1968.
- HRONSKÝ, Jozef Cíger. Zajíček hrdina. Překlad Jindřich Hilčr. Bratislava: Mladé letá, 1970.
- HRONSKÝ, Jozef Cíger. Budkáčik a Dubkáčik; Tri múdre kozliatka. 1. společné vydání (v Mladých letách: Budkáčik a Dubkáčik 4. vyd., Tri múdre kozliatka 2. vyd.). Bratislava: Mladé letá, 1986. Vybrané spisy.
- RÁZUSOVÁ-MARTÁKOVÁ, Mária. Zvířátka dětem. Vyd. v ML 5. Bratislava: Mladé letá, 1988. Leporelo.